# Hunsdorf
Hunsdorf (en luxemburguès: Hënsdref; en alemany: Hünsdorf) és una vila de la comuna de Lorentzweiler situada al districte de Luxemburg del cantó de Mersch. Està a uns 9,5 km de distància de la ciutat de Luxemburg.

## Història
Hunsdorf era una comuna fin el 2 d'octubre de 1823 que es va unir amb Lorentzweiler.